# Col fémoral
«  Col du fémur » redirige ici. Ne pas confondre avec Corps du fémur.
Le col fémoral (ou col du fémur) est un processus osseux grossièrement cylindrique qui relie la tête fémorale au corps du fémur..

## Description
Le col fémoral est situé entre la tête fémorale et le massif osseux formé par les trochanters.
Il se présente comme un cylindre aplati d'avant en arrière d'environ 40 mm de long. Il est plus étroit au milieu et plus large dans sa partie latérale que dans sa partie médiale.
L'ange entre l'axe du col et l'axe du corps du fémur mesure entre 125 et 130°. Cet angle est plus ouvert dans la petite enfance et diminue pendant la croissance.
Par rapport au plan vertical, l'axe du col fémoral fait un angle d'antéversion (vers l'avant) de 10 à 15°.
Sa face antérieure est perforée de foramens vasculaires et présente vers la tête fémorale une empreinte qui rentre en contact avec le labrum acétabulaire lors de la flexion de l'articulation coxo-fémorale. Cette empreinte est nommée empreinte iliaque de Poirier.
Sa face postérieure est lisse, plus large et plus concave que la face antérieure. La partie postérieure de la capsule de l'articulation coxo-fémorale s'attache à environ 1 cm au-dessus de la crête inter-trochantérique.
Le bord supérieur court et épais se termine latéralement au grand trochanter. Il est constitué de tissu osseux compact qui constitue la lame compacte sus-cervicale du col du fémur.
Le bord inférieur long et étroit se termine latéralement au petit trochanter. Il est également constitué d'os compact formant la lame compacte sous-cervicale du col du fémur, également nommé arc d'Adams ou arc boutant de Rodet.
Entre les deux lames s'irradie des travées de tissu osseux spongieux formant l'éventail de sustentation de Delbet. La liaison entre le col et la diaphyse est renforcée par l'éperon de Merkel ou septum de Bigelow.

## Aspect clinique

### Fracture

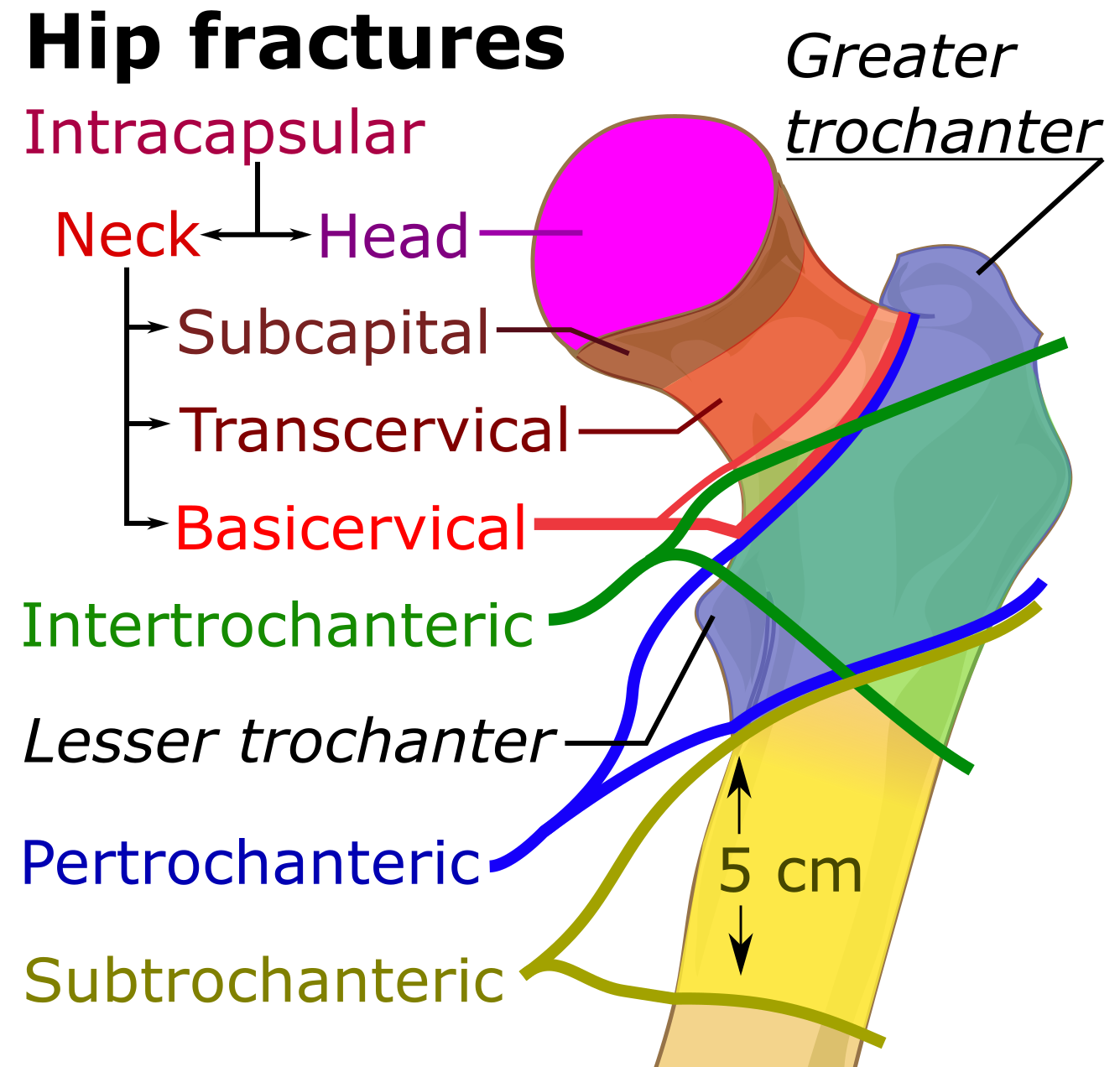
Classement des fractures de la hanche.

Les fractures du col du fémur englobent les fractures du col lui-même et les fractures du massif trochantérien.
C'est une fracture courante (60 000 par an en France). Elle touche souvent les personnes âgées atteint d'ostéoporose. Sans affaiblissement dû à l'ostéoporose, elle peut survenir lors de traumatismes importants (accidents de la route, chutes de hauteur ou sportives
Une fracture du col fémoral est classée comme un type de fracture de la hanche. Elle est souvent due à l'ostéoporose ; dans la grande majorité des cas, une fracture de la hanche est une fracture de fragilité due à une chute ou à un traumatisme mineur chez une personne dont l'os ostéoporotique est affaibli. La plupart des fractures de la hanche chez les personnes ayant des os normaux sont le résultat de traumatismes à haute énergie tels que des accidents de voiture, des chutes de hauteur ou des blessures sportives).
Elles sont classifiées selon la classification de Garden.
| Type | Description                                                                            |
| ---- | -------------------------------------------------------------------------------------- |
| I    | Fracture transcervicale engrenée peu déplacée en coxa valga                            |
| II   | Fracture transcervicale complète non déplacée ou peu déplacée en coxa vara             |
| III  | Fracture transversale avec les surfaces restant en contact et peu déplacé en coxa vara |
| IV   | Fracture avec fort déplacement et perte de contact des surfaces                        |

Selon le type le traitement chirurgical va de la fixation de la fracture avec un système vis et plaque (type I ou II) jusqu'à une prothèse totale de hanche.

### Angle d'inclinaison du col fémoral
L'angle d'inclinaison de la tête fémorale est sujet à des variations liées au sexe et à la taille du fémur et du bassin osseux.
Pour la femme, par suite de l'augmentation de la largeur du bassin, le col du fémur forme un angle plus petit que chez l'homme.
Il est également plus petit pour un fémur court et un bassin large.

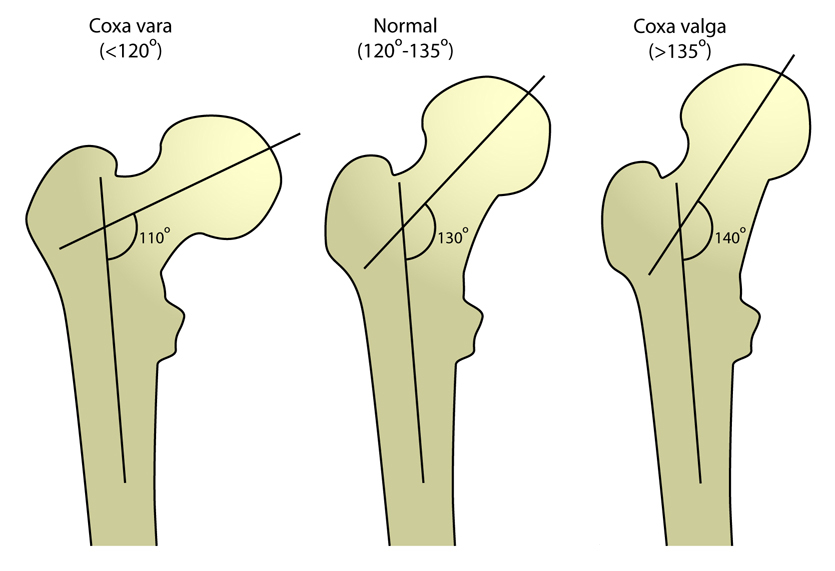
Désignations des angles anormaux du fémur.

Si l'angle est trop petit (inférieur à 120°) cela peut entraîner une déformation invalidante (coxa vara). Cette déformation peut être isolée ou associée à une hypoplasie fémorale.
Si l'angle est trop important (supérieur à 130°), cela provoque une coxa valga.
Dans les cas d'épiphysiolyse fémorale supérieure la tête fémorale peut basculer en arrière par rapport au col fémoral (coxa retorsa).